# قائمة أنواع الشعية الفطرية
يوجد عدة أنواع من جنس الشعية فطرية:
- شعية إسرائيلية (الاسم العلمي: Actinomyces israelii)
- شعية أوروبية (الاسم العلمي: Actinomyces europaeus)
- شعية جورجية (الاسم العلمي: Actinomyces georgiae)
- شعية جونسونية (الاسم العلمي: Actinomyces johnsonii)
- شعية سلاكية (الاسم العلمي: Actinomyces slackii)
- شعية فونكية (الاسم العلمي: Actinomyces funkei)
- شعية لزجة (الاسم العلمي: Actinomyces viscosus)
- شعية ميارية (الاسم العلمي: Actinomyces meyeri)
- شعية نوية (الاسم العلمي: Actinomyces neuii)
- شعية هونغ كونغية (الاسم العلمي: Actinomyces hongkongensis)
- شعية هويلية (الاسم العلمي: Actinomyces howellii)
- شعية بقرية (الاسم العلمي: Actinomyces bovis)
- (الاسم العلمي: Actinomyces bowdenii)
- شعية كلبية (الاسم العلمي: Actinomyces canis)
- (الاسم العلمي: Actinomyces cardiffensis)
- (الاسم العلمي: Actinomyces catuli)
- شعية مهبلية كلبية (الاسم العلمي: Actinomyces coleocanis)
- شعية سنية (الاسم العلمي: Actinomyces dentalis)
- (الاسم العلمي: Actinomyces denticolens)
- (الاسم العلمي: Actinomyces gerencseriae)
- (الاسم العلمي: Actinomyces graevenitzii)
- (الاسم العلمي: Actinomyces hordeovulneris)
- (الاسم العلمي: Actinomyces hyovaginalis)
- (الاسم العلمي: Actinomyces marimammalium)
- (الاسم العلمي: Actinomyces massiliensis)
- (الاسم العلمي: Actinomyces naeslundii)
- (الاسم العلمي: Actinomyces nasicola)
- (الاسم العلمي: Actinomyces odontolyticus)
- (الاسم العلمي: Actinomyces oricola)
- شعية فموية (الاسم العلمي: Actinomyces oris)
- (الاسم العلمي: Actinomyces radicidentis)
- (الاسم العلمي: Actinomyces radingae)
- (الاسم العلمي: Actinomyces ruminicola)
- (الاسم العلمي: Actinomyces suimastitidis)
- (الاسم العلمي: Actinomyces turicensis)
- (الاسم العلمي: Actinomyces urogenitalis)
- (الاسم العلمي: Actinomyces vaccimaxillae)